# パルミーロ・トリアッティ
パルミーロ・トリアッティ（イタリア語: Palmiro Togliatti, 1893年3月26日 - 1964年8月21日）は、イタリア共産党の指導者であり、構造改革の提唱者として知られる。イタリア王国の副首相、イタリア共和国の法務大臣を歴任した。パルタイネームとして「エル・コリ」がある。

## 経歴

### 生い立ち
ジェノバの下級官吏の家庭に生まれる。その後給費生としてイタリア有数の大学であるトリノ大学に進学した。在学中にアントニオ・グラムシと親交を結ぶ。

### イタリア共産党
第一次世界大戦前、イタリア社会党に入党。戦後1919年に、トリノでアントニオ・グラムシの「L'Ordine Nuovo」（新秩序）誌のグループの一員となる。1921年にイタリア共産党に参加し、1922年の第2回党大会で中央委員に選出される。1926年にグラムシがベニート・ムッソリーニのファシスト政権によって投獄された後、イタリア共産党の最高指導者となった。
しかし後の後ムッソリーニ政権下でフランス、スペイン、ソビエト連邦などを放浪し、1934年にソ連に亡命（その間、1935年のコミンテルン第7回大会では、統一戦線問題に関しての報告を担当している）を余儀なくされるものの、ヨシフ・スターリンによる粛清下で生き延びた。また1936年から1939年にかけて、コミンテルン代表としてスペイン内戦に関与した。

### サレルノの転換
イタリアが第二次世界大戦に参戦した後はソ連を通じてパルチザンへの支援を行う。そのためもありトリアッティは「スターリンのイタリア人」と呼ばれた。イタリアが連合国軍に降伏し、ムッソリーニがドイツの支援の下でイタリア北部に成立したイタリア社会共和国（サロ政権）の元に去った1944年にイタリアへ戻り、イタリア王国のピエトロ・バドリオ政権で新たに設置された副首相の座にトリアッティは就き、その指導のもとイタリア共産党をいわゆる「サレルノの転換」へ導く。
この政策転換は、第二次世界大戦後のイタリアの改革を議会制民主主義的手段により支援し、社会主義社会を実現するために暴力革命を引き起こすことを否定する、議会制民主主義国であるアメリカやイギリスなどの連合国軍占領下のイタリアにおける、合法政党への現実的戦略に基づいた転換であった。これは1945年4月のイタリア社会共和国崩壊とドイツ軍の降伏後の占領下における、共産主義者の影響下にあったパルチザンの武装解除につながっただけでなく、後のキリスト教民主主義やイタリア社会党と連立政権の樹立や、その後のイタリア共産党の勢力拡大につながる。
しかし実際は、「スターリンのイタリア人」と呼ばれたトリアッティは、連合軍が治安維持を兼ねてパルチザンやレジスタンスを野放しにしており、連合軍が撤収した後の町でRSI政府の支持者に報復的な虐殺を繰り広げており。特に反政府運動で最大規模を誇る共産主義勢力はトリアッティの指導下にあり、RSI関係者への無差別テロを繰り広げていた。

### ムッソリーニ死刑判決
またトリアッティは、ムッソリーニが逮捕される以前に自分がムッソリーニの処刑を命令していたと主張した。トリアッティは1945年4月26日に、「彼ら（ムッソリーニらファシスト党幹部）の処刑を決定するために必要な条件は、彼ら本人であることの確認だけだ」とのメッセージを無線電信で送ることで、ムッソリーニ処刑の命令を下していたと述べた。
トリアッティはさらに、イタリア王国の副首相およびイタリア共産党の書記長として処刑の命令を下したと主張した。のちに、イタリア王国首相イヴァノエ・ボノーミは、トリアッティの命令が政府としての権限や承認を得たものであったことを否定した。

### 連立政権副首相
1945年12月に成立した連立政権の首相には、キリスト教民主主義のアルチーデ・デ・ガスペリが就任し、トリアッティは法務大臣としてこれを支えた。その後イギリスやアメリカなどの連合国軍の占領下でパルチザンの武装解除を進めるとともに、トリアッティの指導の下で元パルチザンの共産党への組織化や、イタリア労働総同盟の結成を通じた共産党勢力の拡大を行った。

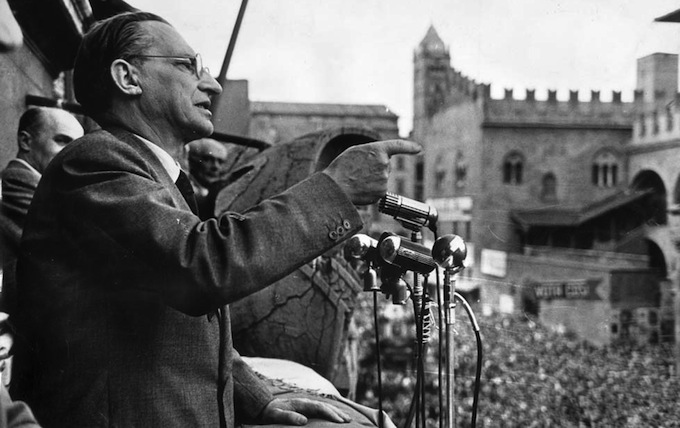
アルチーデ・デ・ガスペリ

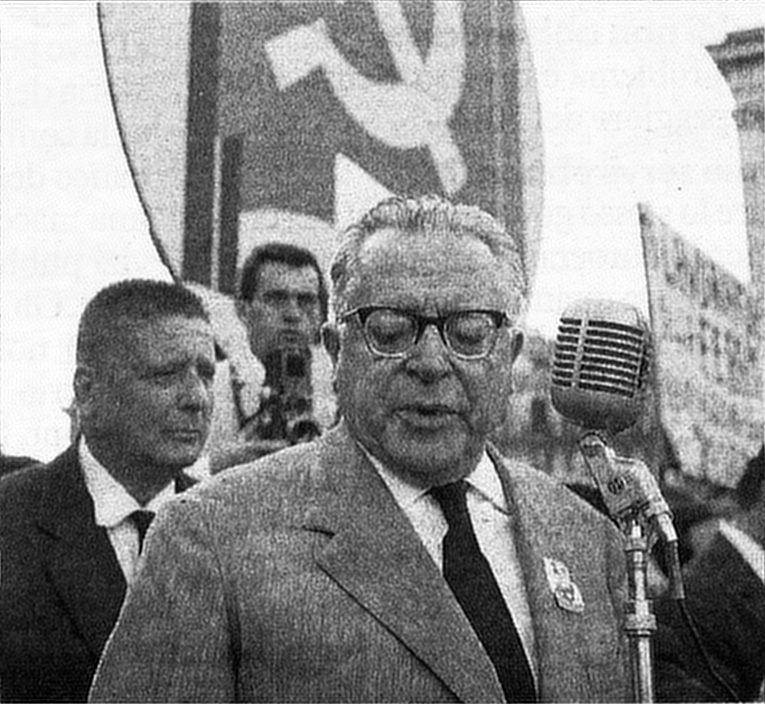
イタリア共産党大会にて（1950年代）

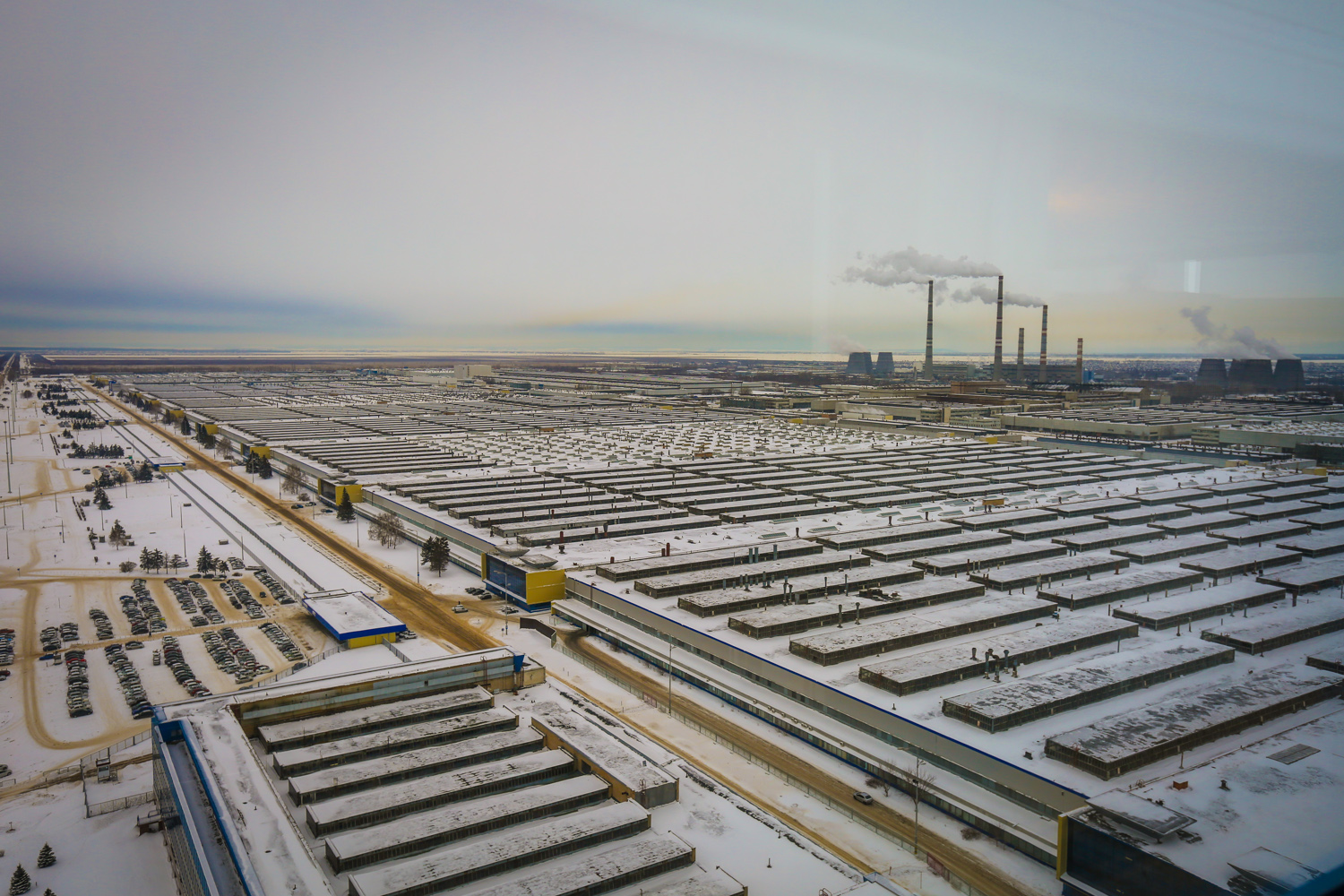
トリヤッチ市のアフトヴァースの工場

このような状況下で、1946年6月に行われた総選挙で、イタリア共産党は初めての議席を確保するとともに第3党の地位を獲得し、さらに同時に行われた王政維持か共和政移行かを決める国民投票では共和政移行が54%を占める結果となり、イタリアにおける王政が廃止されることになるなど、大きな追い風を受けることになった。
しかしイタリア共産党は、アメリカの主導で行われたマーシャル・プランによる財政及び経済支援に対して明確な反対を行ったほか、東西冷戦が明確化する中で、イタリアの左傾化を嫌ったアメリカやイギリスの圧力を受けた結果、1947年5月に連立政権から去ることになった。

### 暗殺未遂
翌年4月に行われた総選挙では、イタリア社会党と「民主人民戦線」を組んだ上にソ連からの資金援助を得たものの、イタリアの左傾化を憂慮するアメリカからの支援を受けたキリスト教民主主義による大々的なネガティブ・キャンペーンを受け、中道勢力からの支持を失った結果議席はほぼ半減し、「民主人民戦線」はかろうじて第2党の位置を確保するにとどまった。
なおトリアッティは総選挙後の1948年7月14日に、議事堂から出て来た所をテロリストに襲われ、3発の銃弾を浴び重体に陥るも一命を取りとめた。

### 共産党躍進
その後イタリア共産党が連立政権入りすることはなかったものの、トリアッティの下で、元パルチザンをはじめとする古参党員に支持されている位置より、より政策を右（現実的）に移動させることとなり、最終的に社会民主主義政党である左翼民主主義者への転換と、中流層を中心とした中道左派による支持の拡大に結び付き、その後1950年代から1980年代にかけてイタリア共産党は首都ローマやイタリア有数の大都市のボローニャ、古都フィレンツェをはじめとする多くの地方自治体を運営し、大きな影響力を行使した。
また、トリアッティの下で、ヨーロッパで最大の統治しない共産党になったイタリア共産党は、第二次世界大戦後に西ヨーロッパ各国で成立した共産党に影響を与え、そこから生まれた現実的な政策を押し出した共産主義の潮流は、1970年代になってエンリコ・ベルリンゲルに引き継がれ「ユーロコミュニズム」と呼ばれて多くの支持を得て、イタリア共産党の勢力拡大につながった。

### 死去
1964年にニキータ・フルシチョフ失脚後のソ連を訪問した際に、保養地のヤルタで休暇中に脳内出血で急死した。ロシア中部の自動車の町「トリヤッチ」は彼の支援でフィアットとの合弁企業アフトヴァースが成立した場所で、死後の1968年にソ連政府がトリアッティの功績を記念して改名した。

## 著作
日本語版の著作は以下がある。
- 合同出版で『トリアッティ選集』全3巻
- 大月書店・国民文庫に『平和論集』『婦人問題講話』『統一戦線の諸問題』
- 青木書店・青木文庫に『アントニオ・グラムシ』『コミンテルン史論』